# Metius (geslacht)
Metius is een geslacht van kevers uit de familie van de loopkevers (Carabidae). De wetenschappelijke naam van het geslacht is voor het eerst geldig gepubliceerd in 1839 door Curtis.

## Soorten
Het geslacht Metius omvat de volgende soorten:
- Metius aeneus (Dejean, 1831)
- Metius andicola (Dejean, 1831)
- Metius annulicornis Curtis, 1839
- Metius apicalis Straneo, 1986
- Metius auratoides Straneo, 1986
- Metius blandus (Dejean, 1828)
- Metius bolivianus Straneo, 1951
- Metius bonariensis (Putzeys, 1875)
- Metius brunnescens Straneo, 1951
- Metius canotae Steinheil, 1869
- Metius carnifex (Dejean, 1828)
- Metius caudatus (Putzeys, 1875)
- Metius chilensis (Dejean, 1831)
- Metius circumfusus (Germar, 1824)
- Metius confusus Straneo, 1951
- Metius constrictus Straneo, 1951
- Metius cordatulus Straneo, 1951
- Metius cordatus (Putzeys, 1875)
- Metius eurypterus (Putzeys, 1875)
- Metius femoratus (Dejean, 1828)
- Metius flavipes (Dejean, 1828)
- Metius flavipleuris Straneo, 1951
- Metius foveolatus (Putzeys, 1875)
- Metius gigas Straneo, 1953
- Metius gilvipes (Dejean, 1828)
- Metius guillermoi Will, 2005
- Metius harpaloides Curtis, 1839
- Metius hassenteufeli Straneo, 1960
- Metius incertus (Putzeys, 1875)
- Metius kulti Straneo, 1952
- Metius kuscheli Straneo, 1955
- Metius latemarginatus Straneo, 1951
- Metius latigastricus (Dejean, 1828)
- Metius latior Putzeys, 1875
- Metius loeffleri Straneo, 1986
- Metius luridus (Chaudoir, 1837)
- Metius malachiticus (Dejean, 1828)
- Metius marginatus (Dejean, 1828)
- Metius mateui Straneo, 1986
- Metius melancholicus Straneo, 1952
- Metius negrei Straneo, 1977
- Metius niger (Motschulsky, 1866)
- Metius obscurus (Putzeys, 1875)
- Metius obtusus Straneo, 1951
- Metius parvicollis (Putzeys, 1875)
- Metius parvulus Straneo, 1952
- Metius peruvianus Straneo, 1951
- Metius pogonoides (Fairmaire, 1883)
- Metius punctulatus Putzeys, 1875
- Metius robustus Straneo, 1951
- Metius rotundatus Straneo, 1951
- Metius rotundicollis Straneo, 1951
- Metius silvestrii Straneo, 1951
- Metius striatus (Putzeys, 1875)
- Metius striolatus Straneo, 1951
- Metius subcoeruleus Straneo, 1951
- Metius subfoveolatus Straneo, 1951
- Metius submetallicus Straneo, 1986
- Metius subsericeus Straneo, 1952
- Metius titschacki Straneo, 1951
- Metius viridulus Straneo, 1953
- Metius zischkai Straneo, 1960